# Geddes (cratère)
Pour les articles homonymes, voir Geddes.
Geddes est un cratère d'impact présent sur la surface de Mercure. 
Le cratère fut ainsi nommé par l'Union astronomique internationale en 2010 en hommage à l'artiste vitrailliste irlandaise  Wilhelmina Geddes. 
Son diamètre est de 83,53 km. Il se situe dans le quadrangle de Victoria (quadrangle H-2) de Mercure.